# Antiphanes nodicollis
Antiphanes nodicollis är en insektsart som först beskrevs av Hermann Burmeister 1838.  Antiphanes nodicollis ingår i släktet Antiphanes och familjen gräshoppor. Inga underarter finns listade i Catalogue of Life.